# Karolina Gromadzka
Karolina Gromadzka – polska ekotoksykolog, dr hab. nauk rolniczych, adiunkt Katedry Chemii Wydziału Technologii Drewna Uniwersytetu Przyrodniczego w Poznaniu.

## Życiorys
15 grudnia 2006 obroniła pracę doktorską Efektywność i mechanizmy ozonowania w obecności perfluorowanych faz niepolarnych, 27 kwietnia 2017 habilitowała się na podstawie oceny dorobku naukowego i pracy zatytułowanej Zearalenon w środowisku wodnym – jego źródła, migracja i potencjalne zagrożenia. Objęła funkcję adiunkta w Katedrze Chemii na Wydziale Technologii Drewna Uniwersytetu Przyrodniczego w Poznaniu.

## Publikacje
- 2003: Fazy niepolarne jako czynniki zwiększające efektywność ozonowania w technologii uzdatniania wody[1]
- 2008: Impact of Trichoderma and Glocladium on Fusarium mycotoxins production in solid substrate[1]
- 2008: Accumulation of zearalenone in genotypes of spring wheat after inoculation with Fusarium culmorum[1]
- 2012: Zearalenone contamination of the aquatic environment as a result of its presence in crops[1]
- 2012: Dissolved organic carbon as an indicator of the presence of zearalenone in the aquatic environment[1]